# Estella orientale
Estella Orientale est une comarque et une sous-zone (selon la Zonification Navarre 2000) de la Communauté forale de Navarre (Espagne) appartenant à la zone d'Estella. Elle est située dans la Navarre Moyenne Occidentale et dans la mérindade d'Estella. La comarque est composée de 42 communes qui comptait en 2009 une population de 32 955 habitants (INE).

## Géographie
La comarque d'Estella Orientale se situe dans la partie centre-occidentale de la communauté forale de Navarre, zone appelée Navarre Moyenne Occidentale. Elle est composée de 42 communes, a une superficie totale de 1 105,09 km2 et est limitée au nord avec La Barranca, à l'est avec la Cuenca de Pampelune, la Comarque de Puente la Reina et la Comarque de Tafalla, au sud avec la Ribera del Alto Ebro et à l'ouest avec Estella Occidentale et la Province d'Alava.

## Municipalités
La comarque d'Estella Orientale est composée de 42 communes dans le tableau ci-dessous (données population, superficie et densité de l'année 2009 selon l'INE.
| Municipalité            | Population | Superficie | Densité |
| ----------------------- | ---------- | ---------- | ------- |
| Abáigar                 | 102        | 4,86       | 20,99   |
| Abárzuza                | 574        | 23,02      | 24,93   |
| Aberin                  | 368        | 21,25      | 17,32   |
| Allín                   | 814        | 41,85      | 19,45   |
| Allo                    | 1 078      | 37,03      | 29,11   |
| Améscoa Baja            | 811        | 30,20      | 2 685   |
| Ancín                   | 383        | 9,48       | 40,4    |
| Aranarache              | 85         | 3,75       | 22,67   |
| Los Arcos               | 1 277      | 57,67      | 22,14   |
| Arellano                | 194        | 16,89      | 11,49   |
| Arróniz                 | 1 135      | 55,21      | 20,56   |
| Ayegui                  | 1 667      | 9,61       | 173,47  |
| Barbarin                | 74         | 8,35       | 8,86    |
| Cirauqui                | 475        | 41,47      | 11,45   |
| Dicastillo              | 710        | 33,41      | 21,25   |
| Estella                 | 14 238     | 15,45      | 921,55  |
| Etayo                   | 84         | 13,47      | 6,24    |
| Eulate                  | 343        | 7,74       | 44,32   |
| Guesálaz                | 457        | 77,03      | 5,93    |
| Igúzquiza               | 345        | 16,28      | 21,19   |
| Lana                    | 196        | 41,43      | 4,73    |
| Larraona                | 112        | 7,71       | 14,53   |
| Legaria                 | 116        | 4,92       | 23,58   |
| Lezáun                  | 266        | 19,04      | 13,97   |
| Luquin                  | 146        | 8,10       | 18,02   |
| Mañeru                  | 389        | 12,98      | 29,97   |
| Mendaza                 | 308        | 32,95      | 9,35    |
| Metauten                | 283        | 22,58      | 12,53   |
| Morentin                | 1 205      | 11,12      | 108,36  |
| Mués                    | 98         | 14,47      | 6,77    |
| Murieta                 | 364        | 4,47       | 81,43   |
| Nazar                   | 49         | 9,42       | 5,2     |
| Oco                     | 71         | 3,28       | 21,65   |
| Olejua                  | 53         | 4,35       | 12,18   |
| Oteiza                  | 969        | 47,99      | 20,19   |
| Piedramillera           | 55         | 13,26      | 4,15    |
| Salinas de Oro          | 115        | 13,87      | 8,29    |
| Sorlada                 | 62         | 6,14       | 10,1    |
| Villamayor de Monjardin | 140        | 11,10      | 12,61   |
| Villatuerta             | 1 069      | 23,81      | 44,9    |
| Vallée d'Yerri          | 1 548      | 252,61     | 6,13    |
| Zúñiga                  | 127        | 15,47      | 8,21    |

### Sources
- (es) Cet article est partiellement ou en totalité issu de l’article de Wikipédia en espagnol intitulé « Estella Oriental » (voir la liste des auteurs).